# Bir Sherestha Shaheed Shipahi Mostafa Kamalstadion
Het Bir Sherestha Shaheed Shipahi Mostafa Kamalstadion (বীরশ্রেষ্ঠ শহিদ সিপাহি মোস্তফা কামাল ফুটবল স্টেডিয়াম), ook wel Kamalapurstadion genoemd, is een multifunctioneel stadion in Dhaka, de hoofdstad van Bangladesh.
In het stadion is plaats voor 25.000 toeschouwers. Het stadion werd geopend in 2003. De nationale jeugdelftallen en vrouwenelftallen van Bangladesh maken gebruik van dit stadion.